# Isaac Alonso Estraviz
Isaac Alonso Estraviz es un lexicógrafo español. Nacido en 1935 en Vilaseca, Trasmiras (Orense), se licenció en Filología Románica en 1977 y se doctoró en Filología Gallega por la Universidad de Santiago de Compostela en 1999. Actualmente es profesor de Didáctica de la Lengua y Literatura Gallegas en la Universidad de Vigo (campus de Orense), miembro de la Comisión Lingüística de la Associaçom Galega da Língua (partidaria del reintegracionismo o aproximación del gallego al portugués) y del consejo de redacción de la revista Agália. Es igualmente miembro numerario de la Academia Galega da Língua Portuguesa.

## Otros datos
En 1986 formó parte de la delegación gallega que participó con la categoría de observadora en el Encontro sobre a Unificação Ortográfica da Língua Portuguesa (Encuentro sobre la Unificación Ortográfica de la Lengua Portuguesa), en la ciudad brasileña de Río de Janeiro.
Como lexicógrafo, es autor de varias obras sobre léxico gallego, mereciendo especial consideración el Dicionário da língua galega (Ed. Sotelo Blanco, 1995), escrito originariamente en una normativa de la lengua gallega conocida como reintegracionismo de mínimos. Dicho diccionario fue adaptado años después para el reintegracionismo de máximos (más próximo a la ortografía portuguesa). Esta última versión está disponible para consulta libre en internet.

## Publicaciones
- Contos con reviravolta: arando no mencer, Castrelos, 1973
- Dicionário galego ilustrado "Nós", Nós, 1983
- Dicionário da língua galega, Alhena, 1986
- Estudos filológicos galegoportugueses, Alhena, 1987
- Dicionário da língua galega, Sotelo Blanco, 1995
- Os intelectuais galegos e Teixeira de Pascoães: epistolário, Ed. do Castro, 2000. Esta obra fue realizada en colaboración con Eloísa Álvarez, de la Universidad de Coímbra (Portugal).